# KIF1A
KIF1A‏ (Kinesin family member 1A) هوَ بروتين يُشَفر بواسطة جين KIF1A في الإنسان.